# You're Cordially Invited
You're Cordially Invited är en amerikansk komedifilm som hade premiär den 30 januari 2025 på Prime Video. Filmen är regisserad av Nicholas Stoller, efter ett manus han skrivit själv.

## Handling
Filmen handlar om en kvinna som planerar sin systers bröllop och pappan till en annan blivande brud. Hon upptäcker att de blivit dubbelbokade på stället där vigslarna är tänkta att äga rum. När de bestämmer sig för att dela på stället leder der till kaos.

## Rollista (i urval)
| Will Ferrell           | – Jim     |
| Reese Witherspoon      | – Margot  |
| Geraldine Viswanathan  | – Jenni   |
| Meredith Hagner        | – Neve    |
| Celia Weston           | – Flora   |
| Keyla Monterroso Mejia | – Heather |
| Leanne Morgan          | – Gwyneth |
| Jimmy Tatro            | – Dixon   |
| Jack McBrayer          | – Leslie  |
| Lauren Holt            | – Abigail |
| Stony Blyden           | – Oliver  |